# Josh Schwartz
Joshua Ian Schwartz (Providence, 6 de agosto de 1976) é um roteirista e produtor de televisão norte-americano. Schwartz é mais conhecido por criar a série de drama adolescente da FOX, The O.C.. Schwartz também é conhecido por criar a série Chuck, e o drama adolescente da The CW, Gossip Girl, baseada na série de livros homônima.
Aos 26 anos de idade, ele se tornou uma das pessoas mais jovens na história da televisão americana a criar uma série e executar a produção do dia-a-dia quando ele criou The O.C..
Schwartz e sua parceira de produção Stephanie Savage fundaram a Fake Empire Productions, uma produtora de séries de televisão, filmes, música e livros.

## Infância e educação
Joshua Ian Schwartz nasceu de uma família judaica em 1976, em Providence, Ilha de Rodes, filho de Steve e Honey Schwartz. Seus pais eram dois inventores de brinquedos na Hasbro, até que eles começaram a começar a própria empresa deles. Schwartz cresceu no lado leste de Providence, Ilha de Rodes, com um irmão mais novo, Danny e uma irmã mais nova, Katie. Schwartz sempre teve ambições de ser escritor desde o início da infância.
Quando Schwartz tinha sete anos de idade, ele ganhou um concurso de redação para uma revisão do filme recentemente lançado, Gremlins; a linha de abertura foi "Spielberg fez isso novamente" e se destacou entre a pilha de redações das outros crianças. Ele até teve uma assinatura para o jornal de indústria de entretenimento Variety aos 12 anos.
Ele estudou na escola privada de Wheeler School, em Providence, uma escola diária independente de coeducação, por 11 anos, se formando com a turma de 1994.

## Carreira
Em 1995, Schwartz frequentou a escola de cinema na Universidade do Sul da Califórnia (USC). Ele se tornou membro da Fraternidade Pi Kappa Alpha, bem como presidente, e viu como que é "atrás das comunidades fechadas e grandes mansões" do sul da Califórnia, que posteriormente forneceria inspiração para o seu piloto de The O.C..
Schwartz obteve um agente e, posteriormente, escreveu um piloto de TV chamado Brookfield para a ABC/Disney enquanto ainda estudava na USC. Era um drama de internato sobre crianças ricas na Nova Inglaterra e foi seu primeiro roteiro de piloto de TV. Brookfield foi produzido com Amy Smart e Eric Balfour, mas nunca foi exibido. Schwartz então abandonou a USC para trabalhar em tempo integral e escreveu outro piloto chamado Wall to Wall Records, um drama sobre trabalhar em uma loja de música, para a  Warner Bros. TV, que também foi produzido, mas nunca foi transmitido.

### The O.C.(2003-2007)
Em 2003, Schwartz escreveu um piloto chamado The O.C. para a Warner Bros. TV e Wonderland Sound and Vision, que foi produzido com ele como criador e produtor executivo. Aos 26 anos, ele era o criador mais jovem de uma série de TV, que não se sentava bem com os executivos da Fox que enviaram vários profissionais experientes com ideias convencionais sobre como dirigir a série e uma amargura sobre compartilhar controle com alguém tão jovem. Isso mudou quando Bob DeLaurentis, um veterano da TV que provou ser uma presença estimulante na série, foi contratado. Schwartz e Bob DeLaurentis colaboraram na supervisão e aprovação do trabalho dos editores em cada episódio em pós-produção.
Schwartz tem ficado em contato com sua alma maters: The Wheeler School e USC. Em 2005, ele dotou a USC com sua primeira bolsa de estudos de escrita de televisão: The Josh Schwartz Scholarship. A bolsa de estudos se destina a ser concedida anualmente a um aluno ou alunos que se concentram em escrever para a televisão e que precisam de assistência financeira, que completaram um roteiro de piloto de TV e uma sinopse da primeira temporada. Embora Schwartz nunca tenha se formado na USC, ele já trabalhou com muitos ex-alunos da USC. Em 2005, el deu um discurso de dia de formatura à The Wheeler School.
Schwartz trabalhou em sua parcela de projetos paralisados. Ele vendeu um piloto para a Fox chamado Alphabet City, um drama sobre um tablóide de Nova York, mas nunca foi produzido. Ele também trabalhou em um drama para Fox chamado Athens descrito como "um companheiro de The O.C.", mas nunca foi produzido.

### Outros projetos
Foi revelado no final de agosto de 2006 que Schwartz iria desenvoler um piloto de drama para The CW, baseado na popular série de livros Gossip Girl de Cecily von Ziegesar. Assim como The O.C., Gossip Girl é uma abordagem satírica de adolescentes em uma educação rica. Gossip Girl se tornou uma série muito popular para The CW. Foi exibida entre 19 de setembro de 2007 e 17 de dezembro de 2012.
Em 2007, Schwartz assinou um contrato com a Warner Bros. TV para escrever e produzir com Chris Fedak uma comédia de ação chamada Chuck para a NBC sobre espiões de vinte e poucos anos e foi descrita "na veia de Grosse Pointe Blank". O enredo gira em torno de um cara normal que baixa todos os bancos de dados da CIA e da NSA. Foi exibida entre 24 de setembro de 2007 e 27 de janeiro de 2012.
Em maio de 2008, Schwartz se juntou ao projeto X-Men: First Class da 20th Century Fox.  Schwartz anunciou que ele escreveria o roteiro de X-Men: First Class, que se concentraria nas aventuras dos adolescentes Ciclope, Garota Marvel, Fera, Homem de Gelo e Anjo. No entanto, seu roteiro foi descartado pelo estúdio.
Na primavera de 2009, Schwartz lançou Rockville CA, uma websérie na TheWB.com que acompanha jovens de 20 e poucos anos em um clube de rock fictício em Los Angeles. Há vinte apresentações de banda de indie rock nos episódios, incluindo Lykke Li, The Kooks e Kaiser Chiefs.
Em fevereiro de 2011, The CW ordenou um piloto de seu novo projeto intitulado Hart of Dixie. A série foi co-produzida com a parceira criativa de longa data Stephanie Savage e foi estrelada pela ex-membro do elenco de The O.C. e amiga pessoal de Schwartz, Rachel Bilson. Foi exibida entre 26 de setembro de 2011 e 27 de março de 2015.
Em setembro de 2011, foi anunciado pela The CW que Schwartz e Stephanie Savage foram selecionadas para desenvolver a adaptação telesiva de The Carrie Diaries de Candace Bushnell, um prequel da série de televisão original Sex and the City. A série, ambientada na década de 1980, segue a personagem Carrie Bradshaw durante seus anos no ensino médio. Foi exibida entre 14 de janeiro de 2013 e 31 de janeiro de 2014.
Em janeiro de 2012, foi anunciado que The CW havia ordenado um piloto para o novo drama intitulado Cult, resultado da colaboração com Stephanie Savage e Len Goldstein. Foi exibida entre 12 de fevereiro de 2013 e 12 de julho de 2013.
Em agosto de 2016, a Marvel Television anunciou que Marvel's Runaways tinha recebido uma ordem de piloto do serviço de streaming Hulu, sendo desenvolvida por Schwartz e Savage, e descrita como o "The O.C. do Universo Cinematográfico Marvel". A série estreou em 21 de novembro de 2017.
Em setembro de 2016, The CW anunciou Dinasty, um reboot da soap opera homônima dos anos 80, co-desenvolvida por Schwartz, Savage e Sallie Patrick. Estreou em 11 de outubro de 2017 e é a quinta série de Schwartz e Savage na The CW.

## Vida pessoal
Em 20 de setembro de 2008, Schwartz se casou com Jill Stonerock em Santa Bárbara, Califórnia. A atriz Rachel Bilson, que interpretou Summer Roberts na série de Schwartz, The O.C., foi a dama de honra no casamento. O casal têm duas filhas, das quais Bilson é a madrinha.

## Filmografia
| Filmes        | Filmes               | Filmes             | Filmes                                                                                 | Filmes |
| Ano           | Filme                | Distribuição       | Créditos                                                                               | Notas |
| ------------- | -------------------- | ------------------ | -------------------------------------------------------------------------------------- | --- |
| 2012          | Fun Size             | Paramount Pictures | Diretor e co-produtor                                                                  | |
| 2014          | Endless Love         | Universal Pictures | Co-produtor                                                                            | |
| Televisão     |                      |                    |                                                                                        | |
| Ano           | Título               | Emissora           | Créditos                                                                               | Notas |
| 2003–2007     | The O.C.             | Fox                | Criador; Roteirista e produtor executivo                                               | Nomeado – 2004 WGA Award for Episodic Drama (por "Premiere")                                                 |
| 2007–2012     | Gossip Girl          | The CW             | Co-criador; Roteirista e produtor executivo                                            | Baseada na série de livros Gossip Girl de Cecily von Ziegesar                                                |
| 2009          | Valley Girls         | The CW             | Co-criador; Roteirista e produtor executivo                                            | Piloto backdoor: série não encomendada; Proposta de spin-off para Gossip Girl                                |
| 2011–2015     | Hart of Dixie        | The CW             | Produtor executivo                                                                     | |
| 2013–2014     | The Carrie Diaries   | The CW             | Produtor executivo                                                                     | Baseada na série de livros The Carrie Diaries de Candace Bushnell; Prequel da série Sex and the City da HBO. |
| 2013          | Cult                 | The CW             | Produtor executivo                                                                     | Uma temporada: 13 episódios                                                                                  |
| 2015          | Astronaut Wives Club | ABC                | Produtor executivo                                                                     | Baseada no romance de Lily Koppel; Uma temporada: 10 episódios                                               |
| 2017–presente | Dynasty              | The CW             | Co-criador; Roteirista e produtor executivo                                            | Reboot da série de mesmo nome                                                                                |
| 2017–2019     | Marvel's Runaways    | Hulu               | Co-criador; Roteirista e produtor executivo                                            | |
| 2019–presente | Nancy Drew           | The CW             | Co-desenvolvedor, escritor e produtor executivo                                        | Baseado na série de livros Nancy Drew de Carolyn Keene                                                       |
| 2019          | Looking for Alaska   | Hulu               | Criador, escritor, for television, writer, executive producer, director and showrunner | Minissérie Baseado no livro Looking for Alaska de John Green                                                 |
| 2021          | Gossip Girl          | HBO Max            | Co-criador, escritor e produtor executivo                                              | Sequência da série da The CW Gossip Girl Baseado ma série de livros Gossip Girl de Cecily von Ziegesar       |
| Internet      |                      |                    |                                                                                        | |
| Ano           | Título               | Site               | Créditos                                                                               | Notas |
| 2009          | Rockville, CA        | TheWB.com          | Criador; Roteirista e produtor executivo                                               | Websérie |

## Mais informações
- Prigge, Steven (30 de setembro de 2005). Created by: Inside the Minds of TV's Top Show Creators. [S.l.]: Silman-James Press. ISBN 978-1-879505-82-7